# Finlande aux Jeux olympiques d'été de 1976
La Finlande participe aux Jeux olympiques d'été de 1976 à Montréal au Canada. 83 athlètes finlandais, 77 hommes et 6 femmes, ont participé à 63 compétitions dans 14 sports. Ils y ont obtenu six médailles : quatre d'or et deux d'argent.

## Médailles
| Médaille | Discipline | Épreuve                         | Athlète          | Performance | Date |
| -------- | ---------- | ------------------------------- | ---------------- | ----------- | ---- |
| Or       | Athlétisme | 5000 mètres hommes              | Lasse Viren      |             |      |
| Or       | Athlétisme | 10000 mètres hommes             | Lasse Viren      |             |      |
| Or       | Aviron     | Skiff hommes                    | Pertti Karppinen |             |      |
| Or       | Lutte      | Lutte gréco-romaine - Poids coq | Pertti Ukkola    |             |      |
| Argent   | Athlétisme | Lancer du javelot hommes        | Hannu Siitonen   |             |      |
| Argent   | Athlétisme | Saut à la perche hommes         | Antti Kalliomäki |             |      |